# Kapitulacija Italije
Kapitulacija Italije, točnije Primirje s Italijom (talijanski: Armistizio di Cassibile)  bilo je primirje potpisano između Saveznika i Italije 3. rujna 1943., a time je Italija prešla na stranu Saveznika (uz vrlo mali učinak u borbi na toj strani). Službena objava kapitulacije dogodila se 8. rujna 1943.

## Pozadina
Kao njemački saveznik, Italija je objavila rat Francuskoj i Velikoj Britaniji 10. lipnja 1940. godine i time ušla u II. svjetski rat. Dana 28. listopada 1940. godine, iz Albanije koja tada predstavlja dio Talijanskog kolonijalnog carstva, pokreće Italija invaziju Grčke. Već tada Italija pokazuje slabost i objektivnu nepripremljenost za težak rat, te nakon niza talijanskih neuspjeha Grčka biva savladana tek nakon njemačkog napada u travnju 1941. godine. U narednim godinama Italija čak i uz njemačku pomoć trpi težak poraz od Saveznika u Sjevernoj Africi, te saveznici u srpnju i kolovozu pobjeđuju i talijansko - njemačke snage koje pokušavaju obraniti Siciliju. 
Čitavo vrijeme Talijani ratuju svjesni svoje slabosti, a relativno slab doprinos učinku Sila osovine dade se iščitati i iz podataka o njihovim vojnim gubitcima: u II. svjetskom ratu pogiba ukupno 301.400 talijanskih vojnika (ako se uračunaju i civilne žrtve rata, ima Italija 457.000 mrtvih u tom ratu), naspram čak 5.533.000 poginulih njemačkih vojnika. U pogledu tih podataka, treba imati u vidu da je populacija Njemačke (69 milijuna) uvećana za 6,3 milijuna Austrijanaca (Austrija je 1938. – 1945. bila dijelom Njemačke) i 7,3 milijuna "Volskdeutschera" u pokorenim zemljama istoka Europe nije u to doba bila niti dvostruko veća od 45 milijunskog stanovništva Italije.
Nakon poraza njemačko-talijanskih snaga u Sjevernoj Africi, Saveznici su bombardirali Rim 16. svibnja 1943. Nedugo zatim, točnije 10. srpnja iste godine Saveznici se iskrcavaju na Siciliju: Talijani tu trpe strašni poraz, uz 135 tisuća mrtvih talijanskih i 30 tisuća njemačkih vojnika (saveznici u toj dobro izvedenoj akciji imaju 22.000 mrtvih). Talijani i Nijemci ipak uspijevaju do 17. kolovoza 1943. god. većinu svojih snaga sa Sicilije povući na talijansko kopno. Stanje vojske je vrlo teško, a duce Benito Mussolini, koji gubi potporu ministara i talijanskoga naroda miče tijekom 1943. godine ministre za koje pretpostavlja da su više vjerni kralju Viktoru Emanuelu nego fašističkome režimu. Takav Mussolinijev potez opisan je kao napad prema kralju, koji je sve više kritizirao slabo stanje u talijanskoj vojsci. Nakon nekoliko odluka, kralj Viktor Emanuel je, vjerojatno, počeo razmišljati o približavanju Saveznicima i rušenju Mussolinijeva režima.

## Kralj i Veliki savjet fašizma protivDucea
Da bi ostvario te ciljeve, kralj je zatražio pomoć Dina Grandija. Grandi je bio jedan od vodećih ljudi u fašističkoj hijerarhiji, a u mlađim danima, smatrali su ga Mussolinijevim zamjenikom ili alternativom. Kralj je bio motiviran i Grandijevim razmišljanjima o prilagodbi fašizma prema novoj situaciji. Razni veleposlanici, kao Pietro Badoglio, rekli su mu da razmotri mogućnost da zamijeni Mussolinija na mjestu ducea.
Konspiraciji se pridružio i Giuseppe Bottai, drugi fašist na visokom položaju i ministar kulture, te Galeazzo Ciano, ministar vanjskih poslova - vjerojatno drugi najmoćniji čovjek u Fašističkoj stranci i Mussolinijev zet (te otac troje Mussolinijeve unučadi). Urotnici su imali u cilju vratiti staru moć talijanskome kralju. Na nagovor tih svojih najbližih suradnika Mussolini pristaje sazvati najviše tijelo Nacionalne fašističke stranke (Italija je službeno bila jednopartijska država, te su odluke Partije bile obvezujuće za tijela Države) za 23. srpnja 1943. godine. Od 28 prisutnih članova Velikog savjeta fašizma (Gran consiglio del fascismo), 19 njih je glasovalo za donošenje "Zapovijedi Grandi" (Ordine del giorno Grandi), kojim se - uzimajući u obzir tešku vojnu situaciju i potrebu za jedinstvom naroda - "deklarira da je u tu svrhu neophodno odmah nanovo uspostaviti sve državne funkcije koje pripadaju Kruni, te vratiti Velikom Savjetu, Vladi, Parlamentu, Korporacijama (op.: u fašističkom sustavu, poslodavci, radnici, seljaci i drugi državni slojevi bili su organizirani u tzv. 'korporacije' - strukovne udruge sa znatnim javnopravnim ovlastima) zadaće i odgovornosti ustanovljene našim zakonima i ustavom. Poziva se Šef države da zamoli Kraljevsko Veličanstvo, kojemu se s vjerom i pouzdanjem obraća srce cijele Nacije, da se udostoji, radi časti i spasenja Domovine, prihvatiti - efektivno zapovjedništvo kopnenih, zrakoplovnih i pomorskih snaga, sukladno članku 5. Kraljevskog Ustava iz 1848. godine (l'articolo 5 dello Statuto del Regno) - onu vrhunsku inicijativu odlučivanja koju naše institucije pripisuju Vama i koje su u čitavoj nacionalnoj povijesti slavno pripadala našoj Uzvišenoj Savojskoj Dinastiji".

Nakon sjednice Velikog savjeta fašizma (koji se nije sastajao od početka rata 1939. godine, nego je sva moć bila u rukama Ducea Mussolinija), Benito Mussolini odlazi pred kralja da prenese Zapovijed Velikog savjeta. Kralj saslušava zamolbu koju mu iznosi Duce, potom ga odmah razrješuje svih dužnosti i naređuja karabinjerima da ga uhite. Pripreme za uhićenje Mussolinija izveo je general Giuseppe Castelano, osobni prijatelj Mussolinijevog tasta Galeazza Ciana.

## Događaji nakon 24. srpnja 1943.
Nakon smjene Mussolinija, kralj za šefa Vlade imenuje maršala Pietra Badoglia: on ministarske funkcije povjerava vojnim zapovjednicima.
Prema Badoglijovom nalogu, načelnik glavnog stožera general Mario Roatta daje telegrafski nalog svim vojnim postrojbama da bez upozorenja pucaju - čak i topovima - na bilo koga tko bi iskazivao bilo kakvo nezadovoljstvo prema Kralju i drugim tijelima vlasti, te da se mora bez odgađanja strijeljati svaku vojnu osobu koja bi iskazala bilo kakvo nezadovoljstvo s aktualnim događajima ili bilo kakvu solidarnost s remetiteljima reda u državi. Na više mjesta radnici iskazuju nezadovoljstvo Mussolinijevom smjenom (fašisti su i bili radnička partija, te su u tom socijalnom sloju imali značajnu podršku): već 28. srpnja u mjestu Reggio Emmila otvara vojska vatru na radnike, ubivši njih 9, istog dana u Bariju ubijaju također 9 nezadovoljnika, a ranjavaju njih 40. Ukupno u samo 5 dana snage reda ubijaju 83 osobe, ranjavaju 308, te uhićuju 1.500 nezadovoljnika.
Razgovori sa saveznicima ne daju željene rezultate: oni odbijaju obećati - kako Talijani traže - da će odmah nakon objave primirja izvršiti veliki pomorski i zračni desant sjeverno od Rima; obećavaju jedino 2000 vojnika koji bi ušli u sam Rim. Saveznici zapravo uopće ne žele fašistima obećati ništa i traže bezuvjetnu kapitulaciju. 
Talijani 3. rujna 1943. godine u mjestu Cassibile na Siciliji potpisuju bezuvjetnu kapitulaciju: s talijanske strane potpisuje je general Giuseppe Castelano, a sa savezničke general Walter Badel Smith, načelnik stožera savezničkih snaga na Mediteranu. Sporazum je držan u potpunoj tajnosti, te Badoglio čak i kralja izvješćuje jedino da su pregovori o kapitulaciji u tijeku - čekajući kada će započeti savezničko iskrcavanje i prikuplja u Rimu stanovite snage za obranu prijestolnice od očekivane njemačke akcije. Isti dan prelaze oprezno savezničke snage Messinski tjesnac između Sicilije i talijanskog kopna: izgleda da su takvo iskrcavanje na brdoviti, uzak i dugačak kalabrijski poluotok saveznički i njemački zapovjednici smatrali jednako nelogičnim. Glavnu prepreka savezničkim snagama ne predstavlja otpor njemačkih snaga, nego teški teren i miniranje cestovnih objekata koje izvode njemački inženjerci.
8. rujna 1943. godine saveznici putem radija obznanjuju da je Italija kapitulirala. Talijanske snage nemaju nikakvih uputa kako da se ponašaju prema dotadašnjim svojim saveznicima Nijemcima, čije se snažne vojne snage nalaze na talijanskom tlu. Maršal Badoglio i glavni stožer talijanske vojske ni nakon toga ne daju vojsci baš nikakve zapovijedi: pojedini zapovjednici se sukobljavaju s Nijemcima koji odmah kreću u agresivne akcije, ali se talijanske vojne snage bez pravog zapovijedanja ubrzano raspadaju. 
9. rujna saveznici započinju masovna iskrcavanja kod Taranta i Salerna u Južnoj Italiji.
Većina brodova ratne mornarice - njemački avioni uspijevaju potopiti nekolicinu koja plovi bez zaštite bilo talijanskih, bilo savezničkih zrakoplova; među tima veliki bojni brod Roma u čijem potonuću pogiba 1400 mornara - uspijeva doploviti do luka u rukama Britanaca i Amerikanaca, gdje se poslije posade svode na minimum, te potom velika talijanska flota neaktivno čeka kraj rata. 
Od aviona ratnog zrakoplovstva, 281 prelijeće u zračne luke pod kontrolom saveznika: približno polovina talijanskih zrakoplova sposobnih za let u to vrijeme. Za razliku od mornarice, talijansko zrakoplovstvo je bilo dosta aktivno u preostalom dijelu rata, te je iz baza u Južnoj Italiji obavilo oko 11.000 borbenih letova nad zemljama Balkana (vodilo se računa da ne lete prema sjeveru Italije i nikada nisu štitili savezničke bombardere koji su bombardirali talijanske gradove), boreći se na strani saveznika. 
Dio jedinica kopnene vojske se upustio u borbe s dojučerašnjim saveznicima Nijemcima - Divizija Acqui (oko 12.000 ljudi) na grčkoj Kefaloniji i talijanske snage na Korzici (oko 80.000 vojnika) čak u dugotrajne, složene i teške borbe s njemačkim snagama. Većina vojnih zapovjednika međutim vidi da od viših stožera ne dobivaju nikakve zapovijedi, te moraju nagađati je li im u takvim okolnostima uopće dopušteno da se kao vojska kapitulirane zemlje sukobljavaju s bilo kime.

## Plan Osovina (Fall Achse) i osnivanje Talijanske Socijalne Republike
Nijemci su situaciju u Italiji nakon svrgavanja Mussolinija dobro procijenili, te su - za razliku od oklijevajućeg postupanja Saveznika - odlučno pristupili provedbi ranije sačinjenog Plana Osovina (Fall Achse), radi razoružavanja i zarobljavanja talijanskih oružanih snaga kako se one ne bi mogle pridružiti saveznicima u borbi protiv Njemačke. 
Makar se mnoštvo talijanskih vojnika razbježalo, uspjeli su Nijemci zarobiti približno jedan milijun talijanskih vojnika: oko polovinu na području same Italije, a ostale na područjima Francuske, okupiranih područja Jugoslavije, Albanije i Grčke. Ratni plijen kojega će Nijemci koristiti u nastavku rata, ogroman je. 
Oko 100.000 razoružanih talijanskih vojnika pristaje da se bori pod zastavom fašističke Talijanske Socijalne Republike, koju Mussolini osniva 23. rujna 1943. god. na većem dijelu talijanskog teritorija, nakon što ga SS padobranci pod zapovjedništvom Haralda Morsa i Otta Skorzenyja oslobađaju 12. rujna 1943. god. iz zatočeništva u izoliranom Gran Sassu, gdje su ga zarobljenoga čuvali kralju odani karabinjeri. 
Oko 700.000 zarobljenih Talijana odvode Nijemci u zarobljeništvo, od tih još 100.000 izabire u narednim godinama da se pridruži Mussolinijevim fašističkim snagama, umjesto teškog života na prisilnom radu. Većina talijanske industrije - uključujući onu koja proizvodi za ratne potrebe - ostaje u dijelovima Italije koje kontroliraju Nijemci i Mussolini: rad prilično snažnog talijanskog gospodarstva znatno pridonosi obrani Hitlerove "Europske tvrđave".
Kralju odane snage se, osim na francuskoj Korzici, nisu predale Nijemcima nego ih u borbi natjerale na povlačenje još jedino u Bariju i na Sardiniji.

## Oprez saveznika s teškim posljedicama
Saveznici se 8. rujna 1943. iskrcavaju u Kalabriji, na samom jugu Apeninskog poluotoka, gdje ih Nijemci ubrzo uspijevaju zaustaviti. Napredovanje prema sjeveru relativno uskim Apeninskim poluotokom ispresijecanim teško prohodnim planinama saveznicima ide teško i uz preko 300 tisuća mrtvih savezničkih vojnika. 
Veliki uspjeh osvajanja Napulja izveden je uvelike zahvaljujući velikoj pobuni stanovništva protiv Nijemaca 27. rujna 1943. godine: u "četiri napuljska dana" (Quattro giornate di Napoli) uspijeva civilno stanovništvo tog velikog grada uz potporu ostataka talijanske vojske - i uz cijenu 25.000 talijanskih života - izbaciti iz grada njemačke okupatore i dočekati savezničke snage. Ustanak je bio posve spontan. 
Bari, drugi veliki grad na jugu Italije, spašen je od njemačke okupacije uspješnom akcijom talijanskog garnizona 9. studenog 1943., potaknutog spontanim otporom civilnog stanovništva. Bizaran je detalj da su Britanci zapovjednika tog garnizona uhitili u siječnju 1944. te je nakon suđenja pred vojnim sudom osuđen na smrt i strijeljan 11. rujna 1945. god., kao jedan od vrlo rijetkih talijanskih časnika osuđenih zbog ratnih zločina: general Nicola Bellomo je proglašen krivim jer je u studenom 1941. godine bio naredio da stražarima da pucaju na dva britanska časnika koji su bježali iz zarobljeničkog logora u Bariju (zarobljenike se zacijelo moglo uhvatiti i bez pucanja), od kojih je jedan teško ranjen, a drugi je bio podlegao ranama. 
Talijanske trupe izvan Italije su se bile nakon kapitulacije Italije na više mjesta uključile u borbu protiv Nijemaca. Ostavljene bez zapovijedi i podrške svoje vojske, a također i bez podrške saveznika, do kraja rujna 1943. godine su sve one odustale od otpora. Jedino su talijanskim trupama na Korzici pritekle u pomoć snage Slobodne Francuske, te su dvije vojske zajednički istisnule Nijemce s tog velikog otoka. Makar se čak 60.000 talijanskih vojnika pokazalo spremnima upustiti se u vrlo teške borbe s Nijemcima (pri čemu su imale 637 poginulih vojnika, nanijevši usporedive gubitke njemačkim snagama), saveznici nisu htjeli dalje koristiti ni te talijanske snage, na koje su naprosto gledali kao - na fašiste.
Na grčkom otoku Kefaloniji, talijanska Divizija Acqui se od 15. – 21. rujna 1943. god. odlučno borila protiv Nijemaca, i pretrpjela teške gubitke: od oko 12.000 pripadnika, izginulo ih je u borbama oko 1.200, a daljnjih 4.000 su njemačke snage postrijeljale. Britanci su se jedino iskrcali na otočju Dodekanez u Egejskom moru, gdje su se zajedno s Talijanima opirali Nijemcima do studenog 1943. godine.
Bez dogovora s fašistima - koji su talijanskim društvom bili vrlo čvrsto upravljali - uspijevaju saveznici nakon stanovitog vremena uključiti u borbu na svojoj strani do ožujka 1944. godine oko 20 tisuća Talijana u postrojbama kopnene vojske, u sastavu tzv. Italian Co-belligerent Army. Do 1945. godine taj broj narastao je na relativno skromnih cca 60.000 ljudi, opremljenih u cijelosti britanskim naoružanjem i u britanskim uniformama. 
Na području pod kontrolom Nijemaca i Mussolinija ipak nastaje znatan pokret otpora, s oko 80.000 pripadnika. Brojnost tih snaga, koje je velikim dijelom utemejila i nadzirala Komunistička partija Italije, varirat će u narednom razdoblju rata. Formirale su niz slobodnih područja ("republika") u planinama, te su bile uključene u teške borbe s njemačkim i snagama Talijanske Socijalne Republike: imat će u nepune dvije godine oko 55.000 mrtvih.
Savezničke snage će voditi komplicirane borbe duž Apeninskog poluotoka, te će uspjeti slomiti Njemačke snage oko Milana i drugdje u sjevernoj Italiji tek krajem travnja 1945. godine, u vrijeme kada se već vodila Bitka za Berlin. Čak će i Jugoslavenska armija u Tršćanskoj operaciji 29. travnja - 2. svibnja 1945. godine zauzeti važni talijanski grad Trst.

## Hrvatska i kapitulacija Italije
Na području istočnog Jadrana, talijanske snage su velikim dijelom predale oružje partizanskim snagama, a manji dio se partizanima i pridružio. Oko 160 tisuća talijanskih vojnika Nijemci su zarobili (mnoge i nakon što su prethodno bili predali oružje partizanima) i mahom ih odveli u zarobljeništvo u Njemačku.
Na području hrvatske Istre, odmah nakon saznanja za kapitulaciju Italije počinje masovni narodni ustanak. 13. rujna donose se Pazinske odluke, gdje predstavnici pobunjenog hrvatskog naroda zahtijevaju sjedinjenje s Hrvatskom. Ustanici se odmah povezuju sa ZAVNOH-om i stavljaju pod zapovjedništvo vojnih časnika i komunističkih komesara koje im šalje NOVJ. Makar ustanici zauzimaju cijelu Istru izuzev Pule, saveznika nema ni na vidiku. Vojna pomoć NOVJ je tek vrlo mala. Nijemci u listopadu 1943. godine provode u Istri ofenzivu Rommelova ofenziva u kojoj slamaju ustanak: gine oko 3000 ustanika i civila. Stanoviti dio ustanika uspijeva se domoći Gorskog kotara, te čine jezgru oko koje će se 1944. godine formirati 43. istarska divizija NOVJ-a. 20. rujna 1943. godine donesena je Odluka ZAVNOH-a o priključenju Istre, Zadra i svih spomenutih okupiranih dijelova matici Hrvatskoj.

U isto vrijeme partizani ovladavaju i najvećim dijelom Dalmacije, odakle ih u 21-dnevnoj operaciji poznatoj kao Bitka za Split uspijeva potisnuti snaga od čak 30.000 Nijemaca (uz pomoć samo jedne ustaške bojne). Zapadni saveznici su propustili iskoristiti raspad talijanske vojske i relativnu malobrojnost njemačkih snaga u Dalmaciji za neko iskrcavanje na istoku Jadrana 1943. godine, ali je NOVJ ipak uz podršku Britanaca uspjela održati otok Vis pod svojom kontrolom sve do kraja rata: ondje je uspostavljena britanska zračna luka, glavno zapovjedništvo NOVJ s J. B. Titom na čelu, te glavna baza male mornarice NOVJ, koja je 1945. godine bila u stanju iznijeti desante na niz dalmatinskih otoka, kvarnerske otoke Krk, Cres i Lošinj; naposljetku i desant na područje Istre, kojim je uvelike pomogao uspjehu važne Tršćanske operacije. S Visa su uz britanske avione djelovali također i avioni 1. i 2. eskadrile NOVJ, opremljene s ukupno tridesetak britanskih aviona Spitfire: riječ je o postrojbama popunjene uglavnom pilotima koji su bili predratni časnici zrakoplovstva Kraljevine Jugoslavije (ali su na kapama nosili crvene zvijezde, a pored britanskih oznaka imali na avionima i oznake NOVJ). Eskadrile osnovane 1944. godine su zapravo djelovale unutar britanskih vojnih snaga (čak su primale britansku vojnu plaću) i tek su po kraju rata operativno prenijete u sastav Jugoslavenske armije.
Njemački ministar vanjskih poslova Joachim von Ribbentrop odobrio je NDH preuzimanje područja predanih Italiji Rimskim ugovorima iz 1941. godine - te je NDH 10. rujna 1943. godina jednostrano proglasila te ugovore nevažećima. Snage NDH smiju napokon prijeći liniju Karlovac - Mostar, koju su im Talijani do tada zabranjivali prijeći, surađujući na tom području - pod nominalnom vlašću NDH - radije s četnicima. Međutim 11. rujna 1943., ministar vanjskih poslova NDH Mladen Lorković primio je poruku njemačkog konzula Siegfrieda Kaschea da NDH treba pričekati prije preuzimanja Istre, Kvarnera i ostalih područja koji su bili dio talijanskog teritorija od Rapalskog ugovora iz 1920. godine. Nijemci su odlučili uključiti Istru, Rijeku, Kvarner i dijelove Hrvatskog primorja s Gorskim kotarom u svoju Operativnu zonu Jadransko primorje; također su Zadar okupirale isključivo njemačke oružane snage, te je ostao formalno dio Mussolinijeve Talijanske Socijalne Republike. NDH je uspostavila svoju civilnu vlast na području od Splita do Šibenika, ali i tu pod nadzorom njemačkih okupacijskih vlasti. NDH je ulagala velike napore kako bi joj Nijemci barem formalno predali Konavle i Boku kotorsku te ih priključili NDH, no Nijemci to nisu dopustili zbog njihovog strateškog značenja. NDH ipak nikada nije odustala od Istre. Utemeljeno je Upravno povjereništvo Sušak-Krk na čijem je području službeni jezik bio hrvatski. Na Sušaku je utemeljena Istarska domobranska pukovnija koja je, nakon planiranog priključenja Istre i Rijeke NDH trebala prerasti u diviziju. U sklopu Hrvatskih oružanih snaga 1945. dobila je ta manja postrojba naziv Hrvatska istarska pukovnija. Do kraja prosinca 1944. započelo je formiranje XXIII. Istarskog djelatnog zdruga Ustaške vojnice.
Nijemci će do kraja rata podupiru brojčano i tehničko jačanje vojnih snaga NDH (gdje istodobno sama Njemačka preuzimaju lavovski dio policijskih poslova, osnovavši Njemačko redarsvo u NDH), koje trebaju zamijeniti okupacijske talijanske snage u borbi protiv NOVJ i eventualno protiv savezničke invazije. Također održava Njemačka na tom području više svojih divizija popunjenih vojnim obveznicima NDH (koja je morala plaćati i cjelokupne troškove tih postrojbi), počev od 13. SS Handžar divizije, do 373. "Tigar" divizije Wehrmachta.
Kralj NDH Tomislav II. (Aimone Savojski, rođak talijanskog kralja Viktora Emanuela III.) je abdicirao još 20. kolovoza 1943. (tj. u vrijeme između svrgavanja Mussolinija i talijanske kapitulacije).